# Impatiens spectabilis
Impatiens spectabilis är en balsaminväxtart som beskrevs av Triboun och Suksathan. Impatiens spectabilis ingår i släktet balsaminer, och familjen balsaminväxter. Inga underarter finns listade i Catalogue of Life.